# 球戀大滿貫
《球戀大滿貫》（英語：Wimbledon）是一部2004年的英國愛情片，由李察·朗卡執導，保羅·碧坦尼及姬絲汀·登絲等主演。電影以溫布頓網球錦標賽為背景，描述兩名球手在球賽中相遇及墜入愛河的故事。

## 演員表
- 保羅·碧坦尼 飾 Peter Colt，男主角，32歲的英國網球員，排名11，因為年紀漸增而開始出現事業危機，並認為這是最後一次參加溫布頓網球賽。
- 姬絲汀·登絲 飾 Lizzie Bradbury，女主角，24歲的美國網球員，排名第3，參加溫布頓網球賽所以認識Peter。
- 占士·麥艾禾 飾 Carl Colt，男主角的弟弟，喜歡騎腳踏車。
- 伯納·希爾 飾 Edward Colt，男主角的父親。
- Eleanor Bron 飾 Augusta Colt，男主角的母親。
- Celia Imrie 飾 Mrs Kenwood
- 尼可拉·科斯特-瓦爾道 飾 Dieter Prohl
- 森·尼爾 飾 Dennis Bradbury
- 奥斯汀·尼可斯 飾 Jake Hammond，網球員，18歲，反派腳色。
- Kirsten Taylor Montjoy Hunter 飾 Elizabeth Hammond
- 強·法夫洛 飾 Ron Roth
- Jonathan Timmins 飾 The Ballboy
- Robert Lindsay 飾 Ian Frazier

在電影中的職業網球手
- Vikas Punna 飾 Ajay Bhatt
- Beti Sekulovski 飾 Lizzie's first opponent
- 墨菲·詹森 飾 Ivan Dragomir
- Alun Jones 飾 Tom Cavendish
- Rebecca Dandeniya 飾 Arliyia Rupesindhe
- 約翰·麥根萊 飾 本人／評論員
- 姬絲·艾華特 飾 本人／評論員
- 玛丽·卡里洛 飾 本人／評論員
- John Barrett 飾 本人／評論員
- 柏·卡殊－電影的顧問及演員的網球教練

## 外部連結
- 互联网电影数据库（IMDb）上《球戀大滿貫》的资料（英文）
- 爛番茄上《球戀大滿貫》的資料（英文）
- Box Office Mojo上《球戀大滿貫》的資料（英文）